# Maurice Harmel
Pour les articles homonymes, voir Louis Thomas, Thomas et Harmel.
Maurice Harmel, de son vrai nom Louis Antoine Thomas, né le 12 août 1884 à Turenne (Corrèze) et mort au camp de concentration de Buchenwald le 19 août 1944, est, à l'origine de son militantisme, un syndicaliste français des PTT. Devenu journaliste, il écrit dans la presse de la CGT, défendant les thèses de Léon Jouhaux. Son engagement dans la Résistance entraîne son arrestation, puis sa mort.

## Biographie

### Le postier syndicaliste
Maurice Harmel est le pseudonyme que prend Louis Antoine Thomas, au début des années 1920, pour collaborer à la presse confédérale de la CGT.
Commis des PTT, sa vocation journalistique s'exerce tout d'abord, à partir de 1907, dans les pages de La Guerre sociale, hebdomadaire socialiste et syndicaliste dirigé par Gustave Hervé.
Militant syndicaliste, Louis Thomas prend part aux grèves postales de 1909. Il est révoqué lors du second mouvement gréviste cette année, en mai 1909 ; il se tourne alors définitivement vers le journalisme, principalement dans la presse interprofessionnelle de la CGT.

### Le journaliste cégétiste
À l'automne 1909, il participe au petit groupe (le "noyau" comme ils se nomment eux-mêmes) qui autour de Pierre Monatte crée la revue syndicaliste révolutionnaire La Vie ouvrière. C'est lui qui aurait proposé pour titre de la revue, la reprise du titre d'articles de Fernand Pelloutier. 
Le 27 avril 1911, il est parmi les collaborateurs du premier numéro du quotidien La Bataille syndicaliste et devient l'un des proches de Léon Jouhaux. Au cours des débats au sein du mouvement syndical, il prend après la Grande guerre une place importante dans la défense des idées chères à Léon Jouhaux, en particulier en matière économique. Il se situe alors dans le courant dit réformiste, qui se défie de la phraséologie révolutionnaire. Pourtant il n'occupe aucune place officielle dans la Confédération. Il écrit dans les organes syndicaux, L'Atelier, Le Peuple. De 1921 à 1939 il est un des éléments essentiel de la rédaction de ce quotidien de la CGT.
En mars 1938, l'équipe proche de Léon Jouhaux lance un hebdomadaire : Messidor, Maurice Harmel en est le rédacteur en chef. Suivant une évolution inverse de celle de René Belin, Maurice Harmel défend à partir de cette base médiatique une politique de fermeté face au nazisme. Il est favorable au rapprochement des partisans de Jouhaux avec les anciens unitaires. Mais le pacte Hitler-Staline de l'été 1939 l'indigne autant que les accords de Munich de septembre 1938 entre Hitler et les puissances occidentales.

### Le syndicaliste résistant
Fort logiquement il s'engage dans la Résistance syndicale, participant à l'activité des syndicats clandestins, et livrant des articles à Résistance ouvrière et à Libération. C'est alors qu'il remet un article pour ce journal à un correspondant, qu'il est arrêté en mai 1944. Déporté à Buchenwald, il meurt dans un commando de ce camp.

## Sources
- Dictionnaire biographique du mouvement ouvrier français, notice « THOMAS Louis, Antoine, dit HARMEL Maurice », pages 174-175, rédigée par Jean-Louis Panné, tome 42, 1992.
- Bernard Georges, Denise Tintant, Marie-Anne Renaud, Léon Jouhaux dans le mouvement syndical français, Puf, 1979.